# نظرية العدوى البؤرية
نظرية العدوى البؤرية هي المفهوم التاريخي الذي يفسر العديد من الأمراض المزمنة، بما في ذلك الأمراض الجهازية والشائعة إذ كان يُعتقد أن العدوى البؤرية هي المسبب لها. يجمع الطب الحالي على أن العدوى البؤرية عبارة عن عدوى موضعية، غالبًا ما تكون دون أعراض، ولكنها قد تسبب أمراضًا في مكان آخر عند المضيف، ولكن العدوى البؤرية نادرة إلى حد ما وتقتصر على الأمراض غير الشائعة. تُعد الإصابة البعيدة المبدأ الأساسي للعدوى البؤرية، بينما في الأمراض المعدية العادية، تكون العدوى نفسها جهازية، مثلما هو الحال في الحصبة، أو يمكن أن تصيب مكانًا معينًا في البداية ثم يتقدم الغزو بشكل متواصل، مثلما هو الحال في الغرغرينا. تفسر نظرية العدوى البؤرية جميع الأمراض تقريبًا، بما في ذلك التهاب المفاصل وتصلب الشرايين والسرطان والأمراض العقلية.
اتخذ المفهوم القديم شكلًا حديثًا نحو عام 1900، إذ قُبلت نظرية العدوى البؤرية على نطاق واسع في الطب بحلول عشرينيات القرن العشرين. في النظرية، قد يؤدي تركيز العدوى إلى عدوى ثانوية في مواقع معرضة بشكل خاص لمثل هذه الأنواع الميكروبية أو الذيفانية. كانت البؤر المزعومة شائعة ومتنوعة: الزائدة الدودية، والمثانة البولية، والمرارة، والكلى، والكبد، والبروستات، والجيوب الأنفية، ولكن الفم كان البؤرة الأكثر شيوعًا. بالإضافة إلى تسوس الأسنان واللوزتين المصابتين، فقد أُلقي اللوم على كل من عمليات ترميم الأسنان وخاصة الأسنان المعالجة لبيًا باعتبارها بؤرًا مسببة للعدوى. عولج الإنتان الفموي المفترض عن طريق استئصال اللوزتين وقلع الأسنان، بما في ذلك الأسنان المعالجة لبيًا -وحتى الأسنان السليمة على ما يبدو- ومن الوارد أحيانًا في المعالجات الحديثة ترك الأفراد بلا أسنان من أجل علاج الأمراض المتنوعة أو الوقاية منها.
أثارت نظرية العدوى البؤرية انتقادات شديدة في ثلاثينيات القرن العشرين -التي تجاوزت شعبيتها بشكل كبير أدلة الإجماع- وفقدت مصداقيتها في الأربعينيات من القرن العشرين بعد الهجمات البحثية التي اجتذبت إجماعًا ساحقًا على زيف هذه النظرية. بعد ذلك، فُضل علاج الأسنان والعلاجات اللبية مرة أخرى. احتفظ المرض اللبي غير المعالج بالاعتراف السائد بتعزيزه الأمراض الجهازية. لكن الطب البديل وطب الأسنان البيولوجي اللاحق واصلا تسليط الضوء على بعض علاجات الأسنان، إذ استمرا في اعتبار العلاج اللبي مسببًا للبؤر، ولكن في الآونة الأخيرة أيضًا عُدت زراعة الأسنان مسببة للبؤر، وحتى قلع الأسنان كذلك، عُد بؤرة للعدوى ومسببًا للأمراض المزمنة والجهازية. في طب الأسنان السائد والطب العام كذلك فإن العدوى البؤرية المُعترف بها رسميًا هي التهاب شغاف القلب، في حال دخلت بكتيريا الفم إلى الدم وأصابت القلب أو صماماته.
عند بداية القرن الحادي والعشرين، بقيت الأدلة العلمية الداعمة للأهمية العامة للعدوى البؤرية ضئيلة، لكن الفهم المتطور لآليات المرض قد أنشأ آلية ثالثة محتملة: انبثاث (هجرة) خلايا الورم الخبيث، وانتشار الإصابات الإنتانية، وكُشف مؤخرًا عن إصابات مناعية خاملة قد تحدث في وقت واحد بل وقد تتفاعل. في الوقت نفسه، اكتسبت نظرية العدوى البؤرية اهتمامًا متجددًا، إذ يبدو أن التهابات الأسنان لها يد وعلى نطاق واسع وكبير في الأمراض الجهازية، على الرغم من أن الاهتمام السائد هو في مجال أمراض اللثة العادية، وليس في فرضيات العدوى البؤرية المسببة من علاج الأسنان. وعلى الرغم من بعض شكوك نقاد طب الأسنان التقليديين المتجددة في التسعينيات، يؤكد علماء طب الأسنان على إمكانية إجراء العلاج اللبي دون خلق عدوى بؤرية.

## البداية والشعبية (من الثلاثينيات وحتى التسعينيات من القرن التاسع عشر)

### الجذور والانطلاق
في اليونان القديمة، أفاد أبقراط بعلاج حالة التهاب المفاصل عن طريق قلع الأسنان. ومع ذلك، فقد انتظرت نظرية العدوى البؤرية الحديثة إنشاء روبرت كوخ لعلم الجراثيم الطبية في أواخر سبعينيات وأوائل ثمانينيات القرن التاسع عشر. في عام 1890، أرجع ويلوباي دي ميلر مجموعة من أمراض الفم بصفتها مسببة للعدوى ومجموعة من الأمراض العامة كخراجات الرئة والمعدة والدماغ وغيرها من الحالات إلى أمراض الفم المعدية. في عام 1894، أصبح ميلر أول من كشف عن وجود بكتيريا في عينات لب الأسنان. نصح ميلر بعلاج قناة الجذر. لكن نظرية العدوى البؤرية اجتمعت بمناخ ثقافي حيث وجدت الأفكار القديمة والشعبية -الراسخة منذ فترة طويلة عبر الطب الخلطي الغاليني- منافذ جديدة من خلال علم الجراثيم، أحد ركائز «الطب العلمي» الجديد.
مهاجرًا من روسيا في عام 1886، احتضن لويس باستور في باريس عام 1886، العالم الدولي المشهور إيليا ميتشنيكوف -مكتشف الخلايا البلعمية، والمناعة الفطرية- الذي منحه أرضية كاملة للبحث بمجرد فتح معهد باستور، وهو أول معهد طبي حيوي في العالم في عام 1888. في وقت لاحق، اعتقد مدير المعهد، بالإضافة إلى الحائز على جائزة نوبل في عام 1908 ميتشنيكوف -وكذلك منافسه بول إيرليش- نظريته حول الأجسام المضادة، التي تتوسط المناعة المكتسبة، وكذلك اعتقد باستور أن التغذية تؤثر على المناعة. تقاسم وجهة نظر باستور عن العلم بصفته وسيلة من أجل قمع المشاكل التي يعاني منها الجنس البشري، جلب ميتشنيكوف إلى فرنسا ثقافة الزبادي الأولى للكائنات الحية المجهرية البروبيوتيكية (المعززات الحيوية) من أجل تعزيز الصحة وطول العمر عن طريق كبح الكائنات الدقيقة القولونية السامة والمساعدة في علاج تسمم القولون، أو ما يعرف بتطهير القولون.